# Desislava Atanasova
Desislava Atanasova (Десислава Атанасова, en bulgare), née le 8 octobre 1978 à Doulovo, est une femme politique bulgare, membre des Citoyens pour le développement européen de la Bulgarie (GERB). Elle est ministre de la Santé de la Bulgarie entre le 21 mars 2012 et le 12 mars 2013.

## Biographie
En 2001, elle obtient un diplôme de droit à l'université d'économie nationale et mondiale, puis travaille comme conseillère juridique. Elle est élue, en 2007, au conseil municipal de la ville de Roussé, où elle prend la présidence de la commission de la Sécurité. Elle entre à l'Assemblée nationale en 2009, devenant, en 2010, présidente de la commission de la Santé. Le 21 mars 2012, elle est investie ministre de la Santé par l'Assemblée avec les seules voix des GERB.
Elle est remplacée, le 12 mars 2013, par Nikolaï Petrov.